# Vicente Espinel
Vicente Gómez Martínez Espinel (Ronda, 1550 - Madrid, 1624) foi um escritor e músico do Século de Ouro espanhol, autor da novela picaresca Relaciones de la vida del escudero Marcos de Obregón, (Madrid: Juan de la Cuesta, 1618). Foi também poeta (Diversas Rimas, 1591).